# Базен, Николя
Николя Базен (фр. Nicolas Basin; 22 июля 1998 года, Форбак, Франция) — французский футболист, защитник.

## Клубная карьера
Базен является воспитанником футбольной академии клуба «Мец», с сезона 2015/2016 выступал за вторую команду. Дебютировал за неё 5 сентября 2015 года в поединке против «Раона Л’Этап», выйдя в стартовом составе и проведя на поле весь матч. Всего в дебютном сезоне сыграл три встречи.
Перед сезоном 2016/2017 отправился на сборы с главной командой. 13 августа 2016 года дебютировал в Лиге 1 поединком против «Лилля», выйдя на замену на 65-й минуте вместо Ивана Балью.